# Stazione di Vibonati
La stazione di Vibonati era una stazione ferroviaria posta al km 101+558 della linea Battipaglia-Reggio Calabria. Serviva il centro abitato di Vibonati. Dopo il declassamento a fermata venne definitivamente soppressa.

## Movimento
L'offerta treni dell'orario ferroviario invernale del 1938 prevedeva la fermata di sei coppie di treni dei quali tre coppie di accelerati e tre di elettromotrici in servizio locale.
L'orario ferroviario invernale del 1975 prevedeva ancora la fermata di sei coppie di treni dei quali due coppie di locali e quattro di elettromotrici in servizio regionale.